# Supermartes

24 estados tuvieron elecciones primarias o asambleas en el supermartes de 2008.
Azul: Solo demócratas (3 estados),
Rojo: Solo republicanos (2),
Púrpura: Ambos (19).

En Estados Unidos, la expresión «supermartes» (en inglés, Super Tuesday) es el día con mayor número de estados en elecciones primarias, así como el mayor número de delegados en juego; por lo tanto, se decide el candidato de uno o de los dos partidos. El término hace referencia a un martes específico, que suele ser en febrero o marzo en año de elecciones presidenciales.
En algunos estados se hacen elecciones primarias, votándose directamente por un delegado; en otros se realizan caucus. En el primer caso pueden votar electores independientes, los que solo pueden participar en la votación de un partido; en el segundo caso, únicamente participan los militantes.
La denominación de «supermartes» se recoge al menos desde 1984, cuando Walter Mondale fue elegido por los demócratas para enfrentarse al presidente Ronald Reagan. En 1988, Michael Dukakis se impuso al reverendo Jesse Jackson y al joven senador por Tennessee Al Gore. En 1992, tras el fiasco de Dukakis en las presidenciales, surgió el gobernador de Arkansas Bill Clinton, que derrotó al antiguo senador por Massachusetts Paul Tsongas. En 1996 fue el campo republicano el que tuvo que elegir candidato, y fue el senador por Kansas Bob Dole, que tuvo como mayor rival al populista Pat Buchanan. En 2000, con ambos partidos buscando candidato a la Casa Blanca, George Walker Bush venció al senador por Arizona John McCain, y el vicepresidente Gore no tuvo problemas, pese al inicio indeciso, para derrotar al exjugador de los New York Knicks, Bill Bradley. Por último, en 2004 el candidato demócrata fue John Kerry, que tuvo que derrotar a John Edwards, al antiguo gobernador de Vermont Howard Dean y al general retirado Wesley Clark.